# Two Bones
Two Bones è un album di Curtis Fuller e del trombonista Slide Hampton, pubblicato dalla Blue Note Records nel 1980. Il disco fu registrato il 22 gennaio 1958 al Van Gelder Studio di Hackensack, New Jersey (Stati Uniti).

## Tracce
Brani composti da Curtis Fuller, tranne dove indicato
Lato A
1. Fuss Budget – 7:44
2. Oatmeal Cookie – 4:37
3. Da-Baby – 7:31

Lato B
1. Pajama Tops – 5:35
2. Slide's Ride – 3:57 (Slide Hampton)
3. Loquacious Lady – 4:09
4. Mean Jean – 5:40

## Musicisti
- Curtis Fuller - trombone
- Slide Hampton - trombone
- Sonny Clark - pianoforte
- George Tucker - contrabbasso
- Charli Persip - batteria
- La formazione accreditata sulla copertina originale dell'ellepì dava erroneamente come batterista Al Harewood